# Seeth
Seeth (dänisch: Sæd, nordfriesisch: Seet) ist eine Gemeinde im Kreis Nordfriesland in Schleswig-Holstein.

## Geografie

### Geografische Lage
Das Gemeindegebiet von Seeth erstreckt sich im nördlichen Teil der Eider-Treene-Niederung am Landschaftsübergang der Geest-Halbinsel Stapelholm in die etwa bis zu sechs Höhenmeter tiefer liegende Treeneniederung. Die zentrale Dorflage liegt auf dem historisch sich bis hierher erstreckenden Geestkern der Landschaft.

### Gemeindegliederung
Neben dem Hauptdorf liegen ebenfalls der Tadjebüller Koog, Mildterkoog, Gehrlandskoog und Norderfelderkoog im Gemeindegebiet.

### Nachbargemeinden
An Seeth grenzen die Gemeindegebiete von:
| Koldenbüttel          | Ramstedt, Schwabstedt                       |        |
| Friedrichstadt, Drage | Kompassrose, die auf Nachbargemeinden zeigt | Stapel |
|                       | Drage                                       |        |

### Klima
Durch seine Lage an der schleswig-holsteinischen Westküste, befindet sich Seeth in einer gemäßigt-warmen Klimazone. Durch die küstennahe Lage fallen überdurchschnittlich viele Niederschläge im Jahresverlauf. In Anlehnung an die Klimaklassifikation nach Köppen-Geiger ist Ahrenshöft der Klasse „Cfb“ zuzuordnen. Die Jahresdurchschnittstemperatur beträgt 8,3 °C. Die jährliche Niederschlagsmenge beträgt im Mittel 817 mm.

## Geschichte
Erstmals wird Seeth im Jahre 1260 erwähnt, wobei der Name der Gemeinde Niederlassung oder Wohnsitz bedeutet.

## Politik

### Gemeindevertretung
Bei der Kommunalwahl am 14. Mai 2023 wurden insgesamt 11 Sitze vergeben. Von diesen erhielt die Allgemeine Wählergemeinschaft Seeth neun Sitze und die SPD zwei Sitze.

### Bürgermeister
Für die Wahlperiode 2018–2023 wurde Ernst-Wilhelm Schulz (AWS) zum Bürgermeister gewählt. Er trat 2023 seine zweite Amtszeit an.
Für seine langjährige Arbeit als Bürgermeister wurde Peter Dirks zum Ehrenbürgermeister ernannt.

### Wappen
Blasonierung: „In Grün über goldenem Wellenschildfuß eine goldene Bauernglocke, rechts und links je ein silbernes Fachhallenhaus.“

## Kultur und Sehenswürdigkeiten

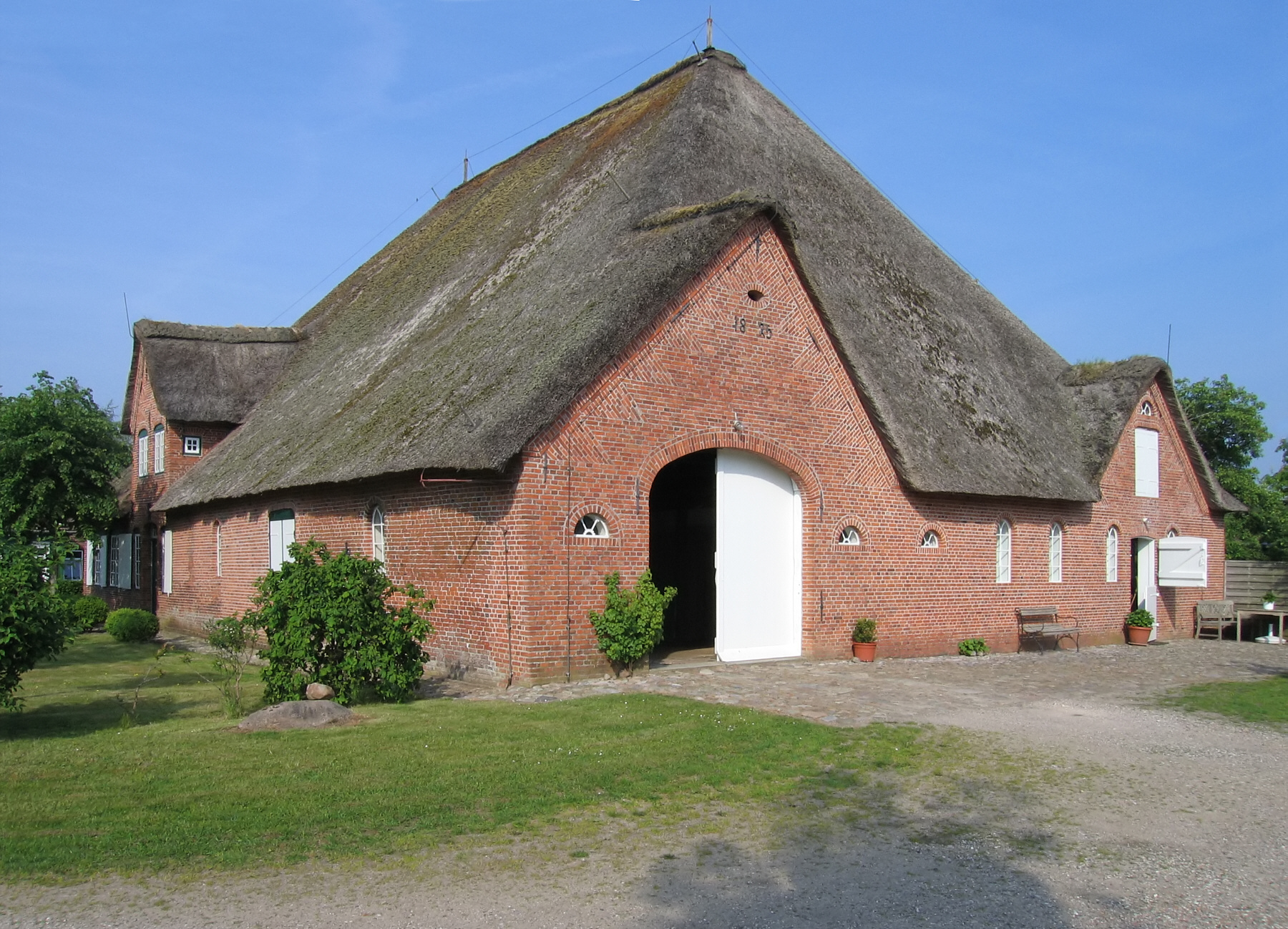
Jacobsenhaus Haubarg
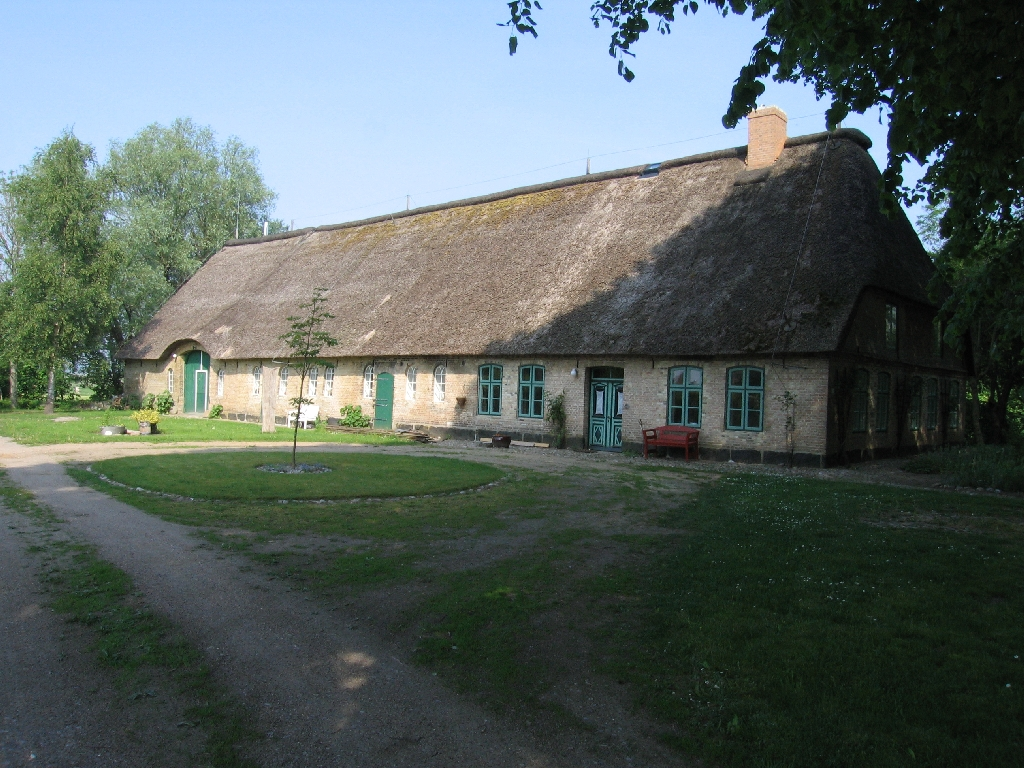
Haus Stamp Querdielenhaus
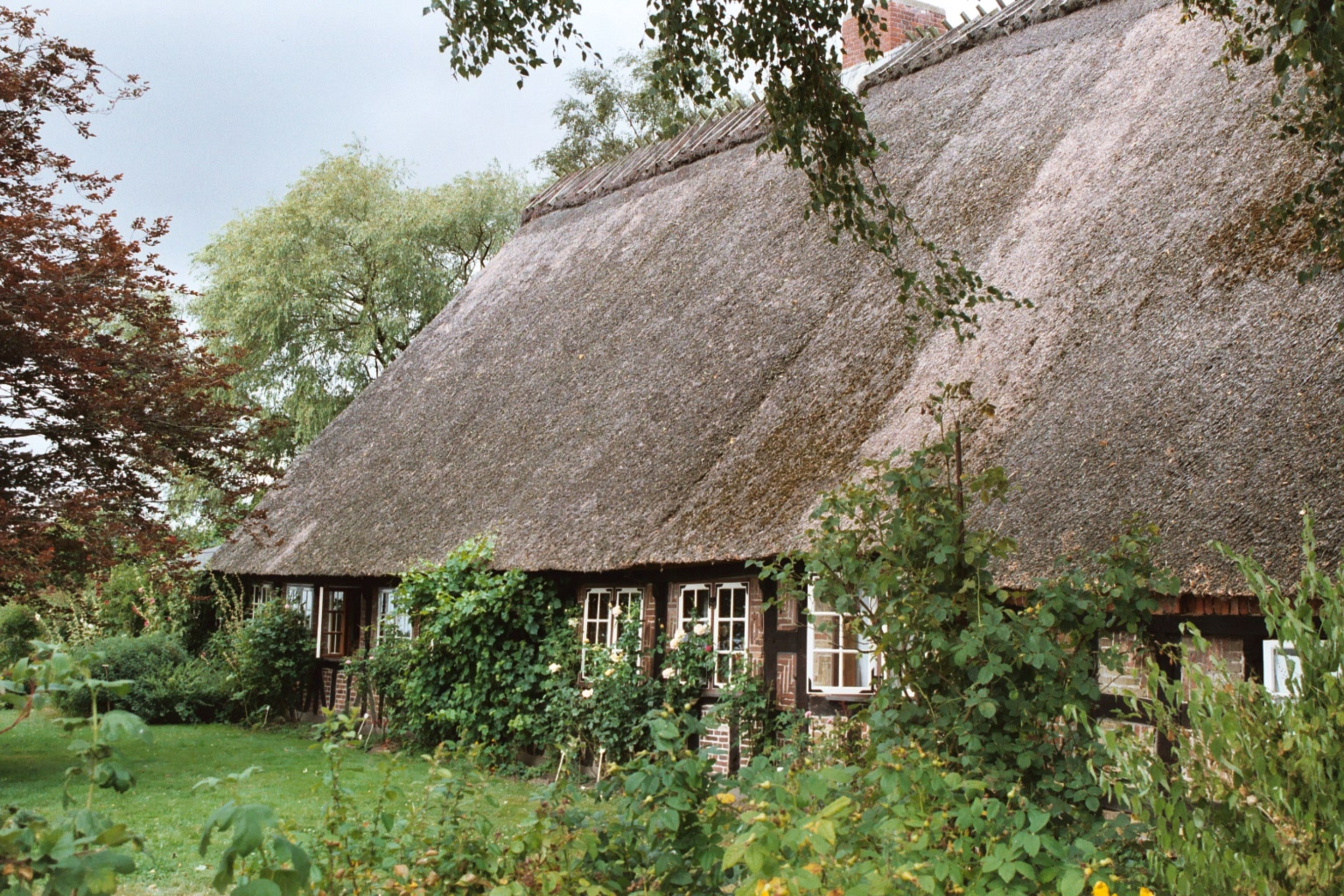
Fachhallenhaus Fohlenweg

In der Liste der Kulturdenkmale in Seeth stehen die in der Denkmalliste des Landes Schleswig-Holstein eingetragenen Kulturdenkmale.
Seeth ist der Vertreter der Landschaft Stapelholm, in der sich die drei wichtigsten Haustypen Schleswig-Holsteins treffen: das Fachhallenhaus aus dem norddeutsch-sächsischen Raum, das jütische Querdielen- oder auch Geesthardenhaus aus dem jütländisch-dänischen Raum und der niederländische Haubarg, eine Weiterentwicklung vom Gulfhaus. In Seeth steht der östlichste Haubarg Deutschlands aus dem Jahre 1825. Bei 30 Meter Länge und einer bebauten Grundfläche von 370 m² ist das Haus Stamp ein imposanter Vertreter der Querdielenhäuser. Mit dem Baujahr 1513 ist das Fachhallenhaus des ehemaligen Café Mnich eines der ältesten in Norddeutschland. Für den auswärtigen Besucher bietet Seeth mit über 50 Reetdachhäuser ein vielfältiges und reizvolles Bild.
Seeth hat das älteste Storchennest mit dem höchsten Bruterfolg in Nordfriesland. Früher gab es Nahrung für mindestens sieben Brutpaare, die auf Reetdächern, Schornsteinen und Masten nisteten. Seit 1990 ist nur noch ein Nest auf einem Betonmast in der Westerstraße jährlich besetzt.

## Wirtschaft und Infrastruktur

### Allgemeines
Die Gemeinde ist ländlich geprägt. Neben einigen landwirtschaftlichen Betrieben, verschiedenen Handwerksbetrieben und Geschäften gibt es in Seeth zwei Galerien, von denen eine auch gleichzeitig gastwirtschaftlicher Betrieb ist. Weiterhin bietet Seeth im touristischen Bereich neben Pensionen, Privatunterkünften auch Ferienhäuser an. Ein Arbeitgeber am Ort betreibt therapeutische Wohngruppen.
Seeth ist ehemaliger Bundeswehrstandort und war Heimat des Lazarettregiments 11. Die Stapelholmer Kaserne liegt einige Kilometer außerhalb des Ortes und trägt ihren Namen nach der Landschaft Stapelholm. Sie beherbergte u. a. das nichtaktive Lazarettregiment 71 und das teilaktive Marinesicherungsbataillon 3 (1996–2001). Die Kaserne wurde im Sommer 2015 geschlossen. Direkt im Anschluss eröffnete das Land Schleswig-Holstein auf dem Kasernengelände eine Erstaufnahmeeinrichtung für Asylbewerber.

### Verkehr
Seeth wird in Ost-West-Richtung von der Bundesstraße 202 im Abschnitt zwischen Rendsburg und Friedrichstadt durchzogen. Im Bereich der Ortsdurchfahrt zweigt gen Norden die schleswig-holsteinische Landesstraße 38 ab. Sie stellt eine Parallelverbindung zur westlich von Friedrichstadt verlaufenden Trasse der Bundesstraße 5 in Richtung der Bundesstraße 201 her. Auf dem Streckenabschnitt führt die Landesstraße durch die Dörfer der Gemeinden Schwabstedt, Winnert, Ostenfeld und Oster-Ohrstedt.
Die Gemeinde hat keinen direkten Bahnanschluss. Der nächstgelegene Bahnhof befindet sich im Nachbarort Friedrichstadt an der Marschbahn. Auf dieser verkehrt die vom Nahverkehrsverbund Schleswig-Holstein geplante und beauftragte Zugverbindung des Regional-Expresses Nr. 6. Von hier aus besteht Anschluss nach Seeth mittels der Linienbusverbindungen (Relationen 1064 und 1512). Beide sind quasi eine Schulbusverbindung/Berufspendlerverbindungen, die zeitlich nur eingeschränkt an Schultagen und zu entsprechenden Tageszeiten verkehren. Eine getaktete Busverbindung besteht hingegen durch die Buslinie R149 (Husum–Schwabstedt–Stapel–Erfde). Sie bindet den Ort von Montag bis Freitag tagsüber im Zweistundentakt, am Wochenende alle vier Stunden, an den Bahnhof in der Kreisstadt und dessen Zentralen Omnibusbahnhof an.

## Persönlichkeiten
- Hans Ludwig Sierks (1877–1945), Bauingenieur und Widerstandskämpfer gegen den Nationalsozialismus